# Fata care vinde flori (film)
Fata care vine flori (în coreeană 꽃파는처녀, romanizat Kkot P'anŭn Ch'ŏnyŏ) este un film muzical nord-coreean din 1972, regizat de Pak Hak și Choe Ik-gyu. El a fost inspirat de o operă reprezentată în Republica Populară Democrată Coreeană în anii 1970, după un libret scris în perioada interbelică, potrivit unor surse oficiale din Coreea de Nord, chiar de viitorul lider comunist Kim Ir-sen. Opera Fata care vinde flori este considerată una dintre „Cele cinci mari opere revoluționare” (în coreeană 5대 혁명가극), un repertoriu de opere muzicale clasice, cu tematică revoluționară, foarte populare în Coreea de Nord, și a fost adaptată, de asemenea, într-un roman. Rolul principal (al fetei care vinde flori) a fost interpretat de actrița Hong Yong-hui.
Acțiunea filmului are loc în Coreea în anii 1930, în timpul ocupației japoneze, și este inspirată de mișcarea de gherilă antijaponeză. Kotpun, o fată care vinde flori pe stradă pentru a aduna bani cu care să cumpere medicamente pentru mama ei bolnavă, se confruntă în acest film cu exploatarea socială și națională, dobândește o conștiință revoluționară și se alătură mișcării de eliberare a Coreei.
Fata care vinde flori a fost distins cu medalia juriului la cea de-a 18-a ediție a Festivalului Internațional de Film de la Karlovy Vary din 1972, fiind primul film nord-coreean (și, până în anii 1980, singurul film nord-coreean) care a câștigat un premiu internațional de film. A devenit extrem de popular atât pe plan intern, cât și în străinătate, în special în China (aflată atunci în perioada Revoluției Culturale) și în celelalte țări din Blocul răsăritean, și a dobândit o semnificație deosebită în istoria culturală a Coreei de Nord. Actrița Hong Yong-hui a ajuns o vedetă a filmului nord-coreean și a fost reprezentată pe bancnota de 1 won nord-coreean, în rolul fetei care vinde flori, iar regizorul Choe Ik-gyu a devenit un consilier apropiat al viitorului lider comunist Kim Jong-il, fiul lui Kim Ir-sen.
Autoritățile din Coreea de Sud au interzis difuzarea acestui film, pe care l-au considerat propagandă comunistă, iar persoanele care l-au vizionat clandestin au fost acuzate de simpatie față de regimul comunist din Coreea de Nord și trimise uneori în judecată, până când, în anul 1998, Curtea Supremă de Justiție a Coreei de Sud a decis că Fata care vinde flori și alte șase filme din Coreea de Nord „nu favorizau inamicul” și nu încălcau legile privind securitatea națională.

## Rezumat
Kotpun, o fată sărmană dintr-o zonă rurală a Coreei, culege flori de pe munte în fiecare zi pentru a le vinde pe străzile unui oraș învecinat și a strânge astfel bani cu care să cumpere medicamente pentru mama ei bolnavă. Tatăl ei murise mai demult, iar cei trei copii fuseseră crescuți de mama văduvă. La fel ca mulți alți localnici săraci, mama lui Kotpun împrumutase apoi orez de la moșierul Pae pentru a-și hrăni cele două fete, dar, din cauza greutăților, nu reușise să ramburseze datoria. Din acest motiv, femeia și cei doi copii mai mari (fiul Chol Ryong și fiica mai mare, Kotpun) au fost nevoiți să lucreze ca slujitori ai moșierului. După ce fiica mai mică, Sun Hui, și-a pierdut vederea în urma unui gest violent făcut de soția moșierului, fratele ei mai mare, Chol Ryong, a dat foc casei moșierului într-un gest de furie și a fost arestat de invadatorii japonezi și trimis la o închisoare dintr-un oraș îndepărtat.
Situația materială a familiei s-a înrăutățit după arestarea lui Chol Ryong. În urma acelor evenimente, văduva a refuzat să o mai lase pe Kotpun să lucreze în gospodăria moșierului și a continuat să muncească singură ca servitoare pentru a-și plăti datoria, îndurând foamea și oboseala, dar munca epuizantă i-a deteriorat sănătatea tot mai mult. Kotpun are grijă de gospodărie și de sora ei mai mică, iar, după îmbolnăvirea mamei sale, începe să urce zi de zi pe munte pentru a culege flori sălbatice și a le vinde pe străzile orașului vecin. Membrii familiei speră că situația lor se va îmbunătăți după eliberarea din închisoare a lui Chol Ryong, dar acest eveniment întârzie să se producă. În cele din urmă, Kotpun reușește să strângă suficienți bani cu care să cumpere medicamente, dar află că, între timp, mama ei a murit.
Rămasă fără niciun sprijin și, temându-se că va fi obligată să muncească din greu pentru a achita datoria familiei, Kotpun pleacă în orașul unde se afla închis fratele ei, dar află de la temnicerii japonezi că Chol Ryong a murit. Fata se îmbolnăvește și rămâne un timp internată într-un spital. În lipsa ei, Sun Hui urcă zilnic pe munte și își strigă sora, iar soția moșierului, care se îmbolnăvise grav, bănuiește că fetița orbă este posedată de spiritul mamei sale decedate și îi cere servitorului Paek Man să o ducă în pădure și să o abandoneze acolo pentru a muri înghețată în zăpadă.
După câteva luni, Kotpun ajunge în sat și află de dispariția surorii ei, apoi merge să le ceară socoteală moșierilor și răstoarnă un vas cu plante medicinale puse la infuzat, dar este pusă în lanțuri și urmează să fie omorâtă. Fratele ei, Chol Ryong, însă nu murise, ci evadase din închisoare după patru ani și se alăturase apoi acum doi ani Armatei Revoluționare Coreene. În peregrinările sale prin țară el trece prin satul natal pentru a-și vizita rudele și o găsește pe Sun Hui în cabana unui pustnic bătrân, care o salvase de la moarte. Între timp, aflând cele întâmplate, sătenii organizează o revoltă împotriva moșierului și a militarilor japonezi și o eliberează din lanțuri pe Kotpun, iar cei trei frați sunt astfel reuniți. După reunirea familiei, fratele mai mare al lui Kotpun explică sătenilor că starea materială proastă a poporului coreean se datorează invadatorilor japonezi și moșierilor colaboraționiști și îi îndeamnă să se alăture Armatei Revoluționare pentru a-și elibera patria și a construi o societate comunistă. Revoluția antijaponeză și anticapitalistă începea în Coreea, deschizând țării un nou viitor.

## Distribuție
- Hong Yong-hui — Kotpun, „fata care vinde flori”[4][5][12][13][27] (menționată în unele surse românești ca Ggot Bun[4][26] sau Kot Bun)[22][23]
- Pak Hwa-son — Sun Hui, sora mai mică a lui Kotpun[4][5][12][26][27]
- Kim Ryong-rin — Kim Chol Ryong, fratele lui Kotpun[4][5][12][26][27]
- Ryu Hu-nam — mama lui Kotpun[4][5][12][23][27]
- Ko So-am — dl Pae, moșierul satului[4][12][23][27]
- Kim Son-yong — soția moșierului[4][23]
- Nam Gung-ryon — sora mamei lui Kotpun, mama lui Gan Nan[4][23]
- Choe Gye-sik — țăranul bătrân Hwang[4][23]
- Han Chon-sob — bătrânul pustnic care o salvează pe Sun Hui[4]

## Producție

### Cinematografia nord-coreeană

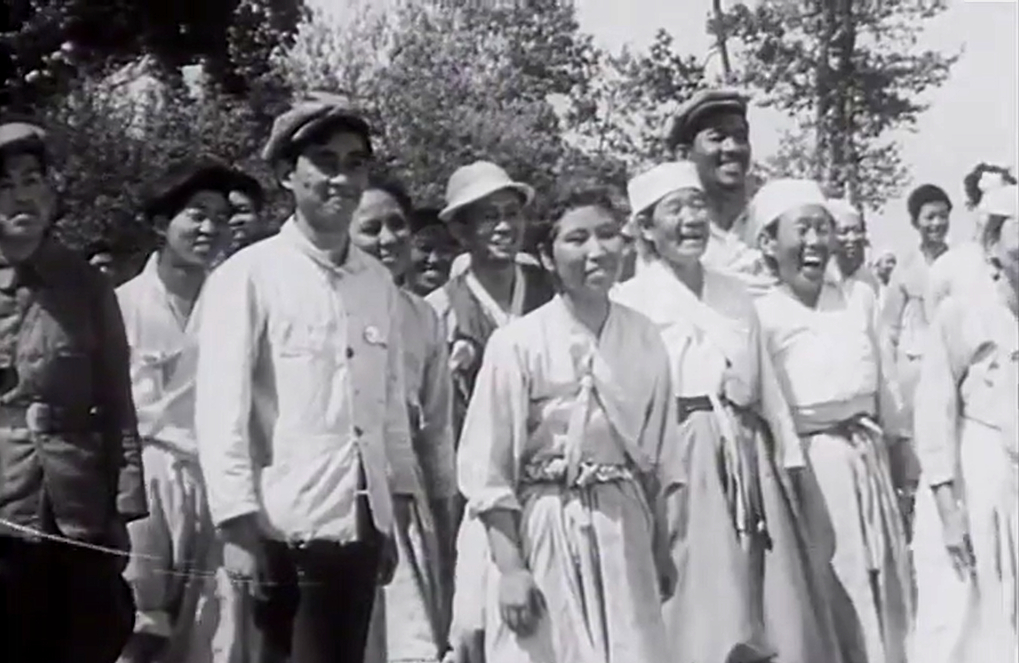
O scenă din Ținutul meu natal (1949), primul film nord-coreean

Conducătorii Republicii Populare Democrate Coreene (stat comunist înființat în anul 1948 în partea de nord a Peninsulei Coreene) au înțeles rolul cinematografului ca mijloc de promovare a ideologiei politice și l-au considerat, prin urmare, „arta cea mai importantă din toate”. Cinematografia din R.P.D. Coreeană a avut încă de la început un rol preponderent propagandistic, concentrându-se asupra istoriei contemporane a Coreei și urmărind să promoveze ideologia Partidului Muncii din Coreea: lupta poporului coreean din nordul Peninsulei împotriva „agresiunii” statelor capitaliste, progresul social-economic obținut prin implementarea politicii comuniste și eforturile depuse pentru reunificarea patriei. Caracteristica principală a filmelor nord-coreene a reprezentat-o îmbinarea artistică a unei povești dramatice și profund sentimentale cu propaganda comunistă, în scopul influențării conștiinței publicului spectator prin transmiterea unui angajament ferm de susținere a partidului conducător.
Bazele Studioului Cinematografic din Phenian au fost puse în februarie 1947 de un grup de cinci cineaști, după eliberarea Coreei de sub ocupația japoneză și instaurarea în partea de nord a peninsulei a unui regim comunist. Primul film de ficțiune nord-coreean – Ținutul meu natal al lui Kang Hong-sik – a fost realizat în anul 1949 și evocă evenimentele istorice care au condus la eliberarea Coreei de sub ocupația colonială japoneză, iar începând de atunci producția cinematografică nord-coreeană a crescut și s-a diversificat, inspirându-se din suferințele îndurate de poporul coreean în timpul ocupației japoneze, din luptele revoluționare ale militanților comuniști conduși de Kim Ir-sen pentru eliberarea țării, din conflictul militar cu Coreea de Sud (1950–1953) și din transformările social-politice ce au avut loc în perioada regimului comunist. Filmele nord-coreene erau impregnate cu „patos revoluționar” și conțineau numeroase cântece melodioase, care au stârnit interesul publicului de pe diverse meridiane. Prezența cântecelor, element tradițional al artei coreene, avea un dublu rol: introducerea unui laitmotiv poetic și, în același timp, condensarea poveștii. Cea mai mare popularitate au obținut-o adaptările cinematografice ale unor opere revoluționare ca Marea de sânge (1968) și Fata care vinde flori (1972), care au umplut ani de zile sălile de spectacole din Coreea de Nord, ca urmare a vibrației patriotice pe care încercau să o insufle poporului nord-coreean.

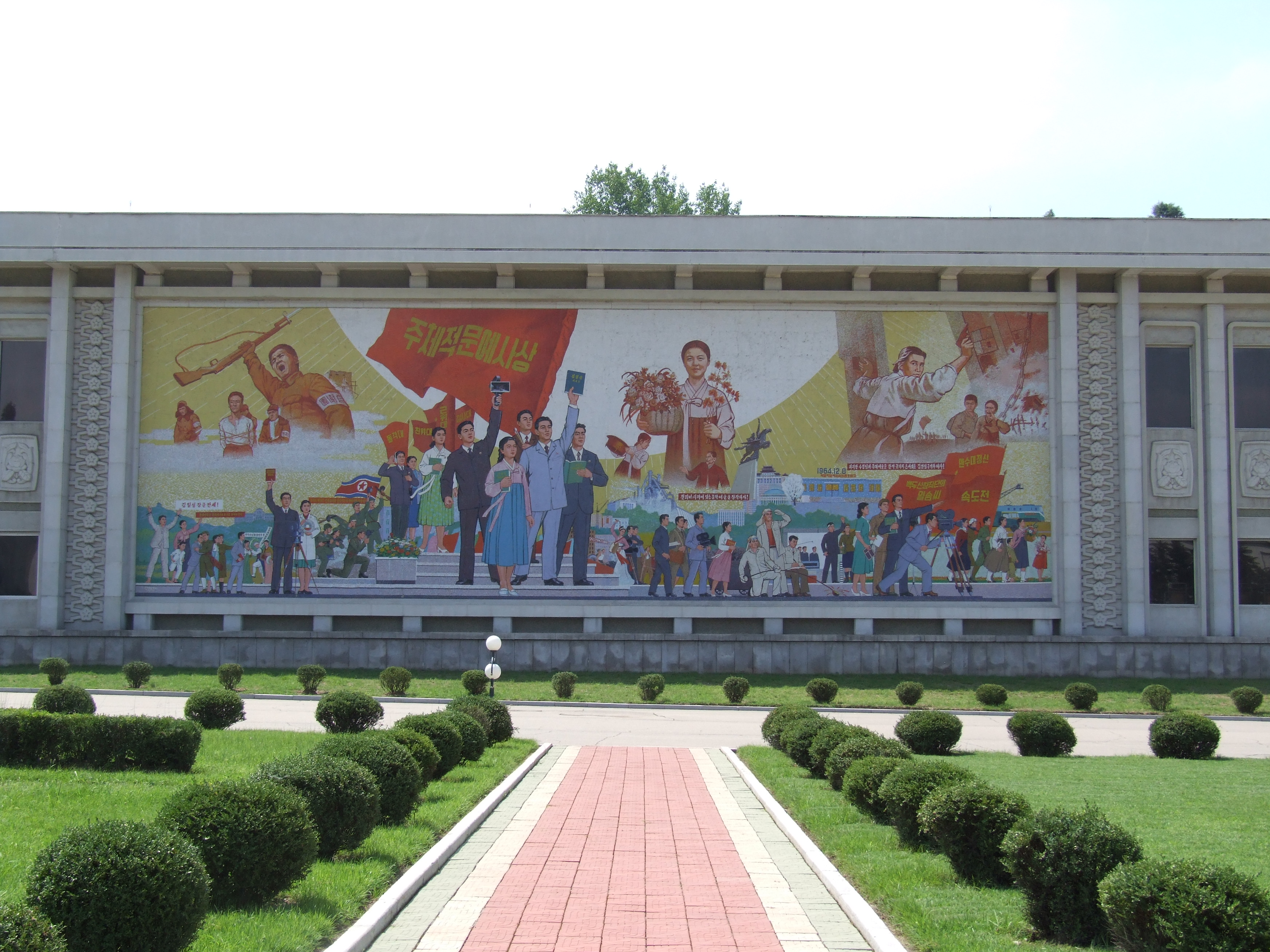
Pictură murală (în care apare și „fata care vinde flori”) pe unul din pereții Studioului de Filme Artistice din Phenian

Numărul producțiilor nord-coreene a crescut de la un an la altul în anii 1970, când Studioul Coreean de Film de Artă avea angajați 16 regizori. Creșterea importanței cinematografiei în activitatea propagandistică din Coreea de Nord este evidențiată de înființarea a șase studiouri cinematografice, care ajunseseră să producă anual în 1975 un număr de peste 200 de filme: 50 de lungmetraje artistice, 50 de filme științifice, 112 filme documentare și 14 filme de animație. În scopul promovării producțiilor sale cinematografice, autoritățile nord-coreene au invitat specialiști din țările comuniste pentru a vizita studiourile și a viziona o selecție variată de pelicule autohtone; primii specialiști români care au efectuat o vizită de documentare în Coreea de Nord au fost criticul Călin Căliman de la săptămânalele culturale Cinema și Contemporanul și producătorul de film Dumitru Fernoagă, directorul Casei de Filme 5, care au ajuns acolo în vara anului 1972 pentru a-și îmbunătăți cunoștințele cu privire la cinematografia nord-coreeană.
Studioul Coreean de Film de Artă a fost inaugurat în toamna anului 1970 pe colinele ușor unduite ale capitalei Phenian, în locul unor structuri mai vechi, a fost extins considerabil în anii 1973–1974, pe parcursul a circa opt luni, prin construirea a noi corpuri de clădiri prin munca voluntară a creatorilor de film, și se întindea în anul 1975 pe o suprafață de peste 40 de hectare. Pereții studioului au fost decorați cu mozaicuri imense ce reproduceau imagini din filme celebre precum Marea de sânge (1968), Fata care vinde flori (1972) și Soarta unui combatant din corpul de autoapărare (1973). Un număr mare de decoruri permanente au fost construite în aer liber pe platourile de filmare: un oraș medieval cu căsuțe tradiționale, ulițe și felinare, un sat cu bordeie acoperite cu stuf, din perioada ocupației japoneze, un oraș cu arhitectură chinezească, japoneză și manciuriană, pentru filmarea scenelor de luptă ale comuniștilor coreeni, un sat cu case moderne și străzi curate din perioada regimului comunist, un bazin de 3000 de metri cubi pentru filmarea, prin jocuri de oglinzi, a scenelor nautice și un oraș cosmopolit din Coreea de Sud, cu bănci, clădiri acoperite cu reclame stridente, baruri sordide, cinematografe cu specific erotic și un campus universitar, unde urmau să fie filmate demonstrațiile studențești anticapitaliste.
Compania de producție cinematografică conținea o clădire administrativă înaltă și albă, două case de creație cu câte cinci etaje, cinci platouri de filmare, un atelier de construire a decorurilor, o clădire de înregistrare a muzicii, săli de mixaj sonor, de dublaj vocal, de filmări combinate și de montaj, cabine pentru pregătirea actorilor, o clădire albă de locuințe în stil cubist pentru cazarea cineaștilor și a altor angajați, un corp de clădiri cu scop social-administrative (cantine, infirmerii, creșe, grădinițe de copii etc.). Criticii români Călin Căliman și Eugen Atanasiu, care au vizitat studioul în anii 1972 și 1975, și apoi jurnalista Cristina Corciovescu, care s-a aflat acolo pentru două săptămâni în vara anului 1979, susțineau că dotările tehnice erau moderne pentru acele vremuri: instalațiile de filmare, produse în R.P.D. Coreeană, erau noi, iar o mare parte a activității (precum dirijarea echipamentelor de iluminat și mutarea decorurilor) era automatizată. Activitatea de producție se derula destul de alert, existând preocupări constante pentru scurtarea termenelor: astfel, un film artistic era încheiat într-o lună și jumătate (aproximativ 40 de zile) de la intrarea în producție până la definitivarea copiei standard. În paralel cu preocuparea pentru dezvoltarea industriei cinematografice, autoritățile nord-coreene au manifestat, de asemenea, un interes pentru conservarea patrimoniului cinematografic și au înființat la începutul anilor 1960 o arhivă națională de filme, care a fost amplasată în anul 1972 într-un spațiu central și modern din Phenian, alcătuit din mai multe depozite (la suprafață și subterane) cu o capacitate de peste 700.000 bobine.

### OperaFata care vine flori

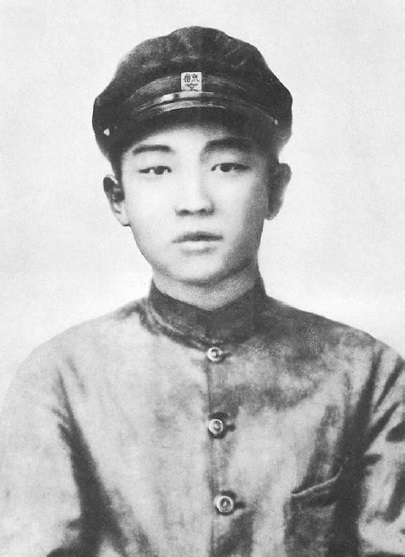
Kim Ir-sen, elev la Jilin, în 1927.

Fata care vine flori este o adaptare a unei piese clasice melodramatice scrise de liderul comunist nord-coreean Kim Ir-sen (1912–1994) în anii 1930, în timpul întemnițării sale de către japonezi în provincia chineză Jilin. Kim Ir-sen precizează în prima secțiune a cărții sale de memorii, Segi wa tŏburŏ („De-a lungul secolului”) (1992), intitulată „Revoluția antijaponeză”, că:

„A existat o perioadă când activiștii mișcării pentru independența țării noastre au avut viziunea de a construi un „sat ideal” și au depus toate eforturile pentru punerea în practică a acestei idei. [...] Printre elevii coreeni care învățau în acea vreme la Liceul chinezesc din Jilin erau mai mulți tineri din Wujiazi, care își lăudau localitatea de origine. Prin urmare, am început să acordăm atenție satului Wujiazi și am hotărât să transformăm acest sat într-un sat revoluționar. În octombrie 1930 am venit la Wujiazi. [...] În acea vreme i-am învățat pe oamenii din sat mai multe cântece revoluționare pe care ei le-au cântat. Cântece revoluționare, cum ar fi „Cântecul steagului roșu” și „Cântecul revoluționar”, au fost cântate la școală o singură dată și s-au răspândit în sat în acea zi. Am organizat în Wujiazi o trupă de teatru care își desfășura activitatea la Școala Samsong, sub conducerea lui Kye Yong-chun. În această perioadă am terminat libretul operei Fata care vinde flori, pe care începusem să îl scriu când mai eram încă în orașul Jilin. După ce am terminat scenariul, Kye Yong-chun a început repetițiile cu membrii trupei de teatru de la Școala Samsong, iar această operă a fost reprezentată în sala de spectacole a Școlii Samsong cu ocazia celei de-a 13-a aniversări a Revoluției din Octombrie. Această operă nu a mai fost reprezentată timp de mulți ani după eliberarea țării până la începutul anilor 1970, când a fost îmbunătățită și adaptată într-un film și rescrisă ca roman de scriitorii și artiștii noștri, sub îndrumarea secretarului cu probleme organizatorice (Kim Jong-il). Secretarul cu probleme organizatorice a depus un mare efort în acest scop.”

Kim Jong-il s-a ocupat personal de adaptarea piesei Fata care vinde flori într-o lucrare de operă, susținând că această creație artistică reflecta în mod adecvat procesul de trezire a conștiinței populației exploatate și trecerea maselor de partea revoluției și reprezenta un mijloc de educare, inspirare și mobilizare a populației. A participat de mai multe ori la repetiții, a oferit îndrumări și a făcut mai multe sugestii pentru îmbunătățirea fiecărei scene și s-a implicat activ în selectarea celor 38 de cântece ale operei dintr-un număr total de peste 2.200 de cântece propuse.
Prima reprezentanție oficială a operei Fata care vinde flori a avut loc pe 30 noiembrie 1972 la Phenian, unde a fost salutată ca un mare succes. Zhu Yingri, directorul artistic al Teatrului de Operă „Marea de sânge”, a declarat într-un interviu acordat ulterior unui reporter chinez că „dacă piesa originală «Fata care vinde flori» a întruchipat ideile remarcabile ale tovarășului Kim Ir-sen cu privire la popularizarea artei revoluționare, atunci adaptarea ei pe scară largă într-o operă a demonstrat mai proeminent talentul tovarășului Kim Jong-il pentru arta dramatică”. Opera a avut scopul de a promova ideologia comunistă, prin încorporarea unor teme precum lupta de clasă împotriva burgheziei; aceste teme au fost păstrate și în film. Scriitorul român Alexandru Andrițoiu, care a vizionat opera pe scena teatrului „Mansudae” în toamna anului 1987, a lăudat-o într-un articol publicat în săptămânalul România literară astfel: „Opera (ulterior filmată) este realmente superbă. [...] Un libret inspirat, limpede și parcimonios, pus în lumină de o muzică frumoasă din cale afară, de artiști de primă mărime, dintre care doi soliști de talie internațională. Superlativele nu au nimic protocolar – este o impresie rostită cu toată sinceritatea.”.

### Ecranizarea operei

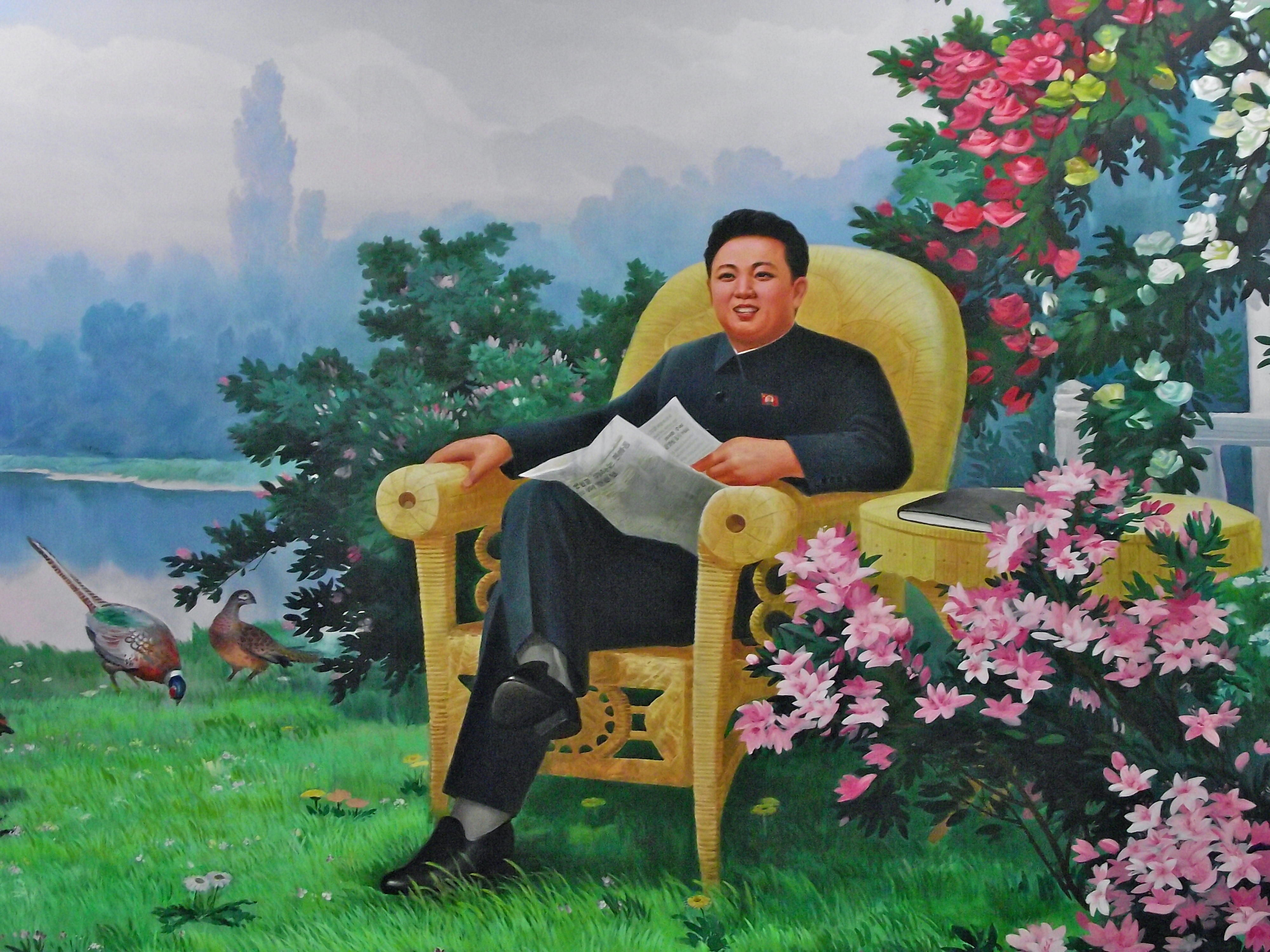
Portret de propagandă al lui Kim Jong-il

Un rol important în modernizarea literaturii și artei din Coreea de Nord l-a avut Kim Jong-il, fiul lui Kim Ir-sen. El a promovat în cadrul Partidului Muncii din Coreea în anii 1960, ca funcționar superior în cadrul Departamentului de Agitație și Propagandă, și a beneficiat enorm de pe urma incidentului facțiunii Kapsan din jurul anului 1967, care a fost ultima provocare semnificativă la adresa dominației exclusive a lui Kim Ir-sen. În urma acestui incident, Kim Jong Il a primit pentru prima dată – la vârsta de 26 de ani – atribuții oficiale din partea tatălui său și a participat la ancheta și epurările care au urmat incidentului. Șase luni mai târziu, într-o întâlnire neprogramată a partidului, Kim Ir-sen a făcut apel la loialitate în industria cinematografică, considerând că fusese trădat de unii activiști superiori prin realizarea filmului Un act de sinceritate, care elogia meritele rivalului său, Pak Kum-chol, iar Kim Jong-il a anunțat că se simte capabil să se ocupe de acest domeniu și a început astfel o carieră influentă în cinematografia nord-coreeană, timp în care a depus eforturi semnificative pentru a intensifica mai mult cultul personalității tatălui său și a se atașa el însuși acestui cult.
Poziția politică a lui Kim Jong-il s-a întărit tot mai mult la sfârșitul anilor 1960 și începutul anilor 1970, iar tânărul propagandist nord-coreean a devenit responsabilul principal cu activitatea cultural-artistică din Coreea de Nord și s-a remarcat prin promovarea unei deschideri tot mai mari către universalitate și a unei corelări armonioase a tradiției cu modernitatea. „Dezvoltarea literaturii și artelor care răspund cu adevărat cerințelor timpului nostru [...] trebuie să înceapă prin dezvoltarea multilaterală și nuanțată, pe toate căile, a glorioaselor tradiții ale literaturii și artei umaniste, revoluționare pe care și le-au creat”, a declarat el. Operele revoluționare clasice ale culturii nord-coreene, elaborate în anii ocupației japoneze, au fost revizuite, modernizate și adaptate noilor mijloace de exprimare artistică. Potrivit rapoartelor oficiale nord-coreene, Kim Jong-il a sugerat în aprilie 1968 ca opera revoluționară Marea de sânge să fie ecranizată într-un film, iar în anul următor a fost realizată o adaptare cinematografică a acestei opere. Începând de atunci, alte lucrări au fost ecranizate „sub îndrumarea lui”, inclusiv Fata care vinde flori, iar aceste producții artistice s-au remarcat printr-o viziune propagandistică cu nuanțe dramatice și eroice și printr-o combinație inovatoare a muzicii tradiționale cu muzica modernă, pentru a deveni mai accesibile gustului noilor generații.
Ecranizarea operei Fata care vinde flori a fost regizată de Pak Hak și Choe Ik-gyu, după un scenariu propriu, și a fost produsă de Studioul Coreean de Film de Artă și de Grupul Paekdu-san. La fel ca și în cazul altor filme nord-coreene, scopul principal al realizării unei ecranizări a operei Fata care vinde flori a fost propaganda politică, iar criticii de film sud-coreeni l-au considerat un instrument deosebit de eficient în această direcție, care stimula emoții foarte puternice pentru a-i influența pe spectatori și a promova legitimitatea regimului comunist din Coreea de Nord. Filmările au avut loc pe peliculă color pentru ecran lat (prin procedeul cinemascop), sub coordonarea directorilor de imagine Pak Pjong-Su și Ri Hi Song. Realizarea filmării în format panoramic a contribuit, potrivit lui Kim Jong-il (care a supervizat producția), la o mai bună prezentare a evoluției emoționale și psihologice a personajelor. Rolurile principale au fost interpretate de Hong Yong-hui (Kotpun, „fata care vinde flori”), Pak Hwa-son (Sun Hui, sora mai mică a lui Kotpun), Kim Ryong-rin (Kim Chol Ryong, fratele lui Kotpun), Ryu Hu-nam (mama lui Kotpun) și Ko So-am (dl Pae, moșierul satului). Muzica filmului a fost compusă de Song Dengtschun (Song Daeng-chun), iar melodiile din film au fost interpretate de cântăreața nord-coreeană Choi San-suk, o fostă muncitoare într-o fabrică de textile din Phenian, care fusese selectată ca solistă în Orchestra Nord-Coreeană de Film. Durata filmului este de 126 de minute (sau, după altă sursă, 127 de minute).
Regizorul Pak Hak a fost distins cu Premiul „Kim Ir Sen” și cu titlul de „Erou ai Muncii” și a realizat ulterior un alt film celebru al cinematografiei nord-coreene, Soarta Aurei și Argentinei (1974), după scenariul lui Paek In-jun. Acel film, cu un mesaj propagandistic, prezintă soarta diferită a două surori gemene, care, după ce au fost separate la naștere ca urmare a morții părinților lor, au fost adoptate și au crescut departe una de alta: una în Coreea de Nord și cealaltă în Coreea de Sud, reîntâlnindu-se după 20 de ani. Prin prezentarea întâmplărilor dramatice prin care au trecut cele două fete, cineaștii nord-coreeni Pak Hak și Om Gil Son au realizat o panoramă contrastantă între cele două părți ale Coreei și au evidențiat în mod deliberat schimbările sociale care au îmbunătățit existența anterior mizeră a oamenilor simpli din R.P.D. Coreeană, lansând în finalul filmului un apel la solidaritate și la reunificarea Coreei. Melodiile din acest film au fost interpretate tot de cântăreața Choi San-suk.

## Recepție

### Lansare
Filmul a avut premiera oficială la 15 aprilie 1972, în orașul Phenian, capitala R.P.D. Coreene. Succesul comercial intern al filmului a contribuit la distribuirea lui și în alte țări din Blocul comunist precum Republica Socialistă România (4 septembrie 1972), Republica Populară Chineză (9 septembrie 1972), Republica Socialistă Cehoslovacă (13 aprilie 1973), Republica Populară Ungară (6 septembrie 1973), Republica Democrată Germană (14 septembrie 1973, premieră TV pe 23 martie 1983 la DFF 1), Uniunea Sovietică (26 iunie 1974) și Republica Populară Polonă (27 septembrie 1974), precum și în unele țări capitaliste ca Suedia (16 ianuarie 1974) ș.a. Titlul operei și filmului a fost cunoscut sub numele de Blomsterflickan în Suedia, Das Blumenmädchen în Republica Democrată Germană, Kvetinárka în Cehoslovacia și Kwiaciarka în Polonia. Acest film nord-coreean a avut un mare succes în China (care trecea atunci prin Revoluția Culturală), unde a fost vizionat de 10 milioane de spectatori și unde, potrivit unor relatări, vânzătorii de batiste își amplasaseră tarabe în fața cinematografelor.
Premiera filmului în România a avut loc în ziua de 4 septembrie 1972 la cinematograful „Capitol” din București, în cadrul evenimentului „Zilele filmului din R.P.D. Coreeană”, organizat cu prilejul celei de-a XXIV-a aniversări a întemeierii acestui stat, în prezența lui Dumitru Ghișe (vicepreședinte al Consiliului Culturii și Educației Socialiste), Octav Livezeanu (vicepreședinte al Institutului Român pentru Relațiile Culturale cu Străinătatea) și Li Ho Zang (însărcinatul cu afaceri a.i. al R.P.D. Coreene la București), a unor reprezentanți ai unor instituții românești și ai corpului diplomatic și a unui public numeros; nu era primul film nord-coreean difuzat în România, fiind precedat de filme mai vechi ca Fata de pe muntele de diamant și Ochi ageri, care îi familiarizaseră deja pe spectatorii români cu specificul producției cinematografice a Coreei de Nord. Fata care vinde flori, care a fost promovat în presa epocii drept „o poveste romantică și dramatică totodată, evocînd anii dinaintea eliberării”, „o impresionantă pagină din epopeea poporului coreean”, „un film sensibil și emoționant” sau un „film de zile mari”, a rulat în perioada următoare în unele cinematografe bucureștene precum Central (septembrie 1972), Victoria (septembrie–octombrie 1972), Aurora (octombrie 1972), Popular (octombrie 1972), Giulești (octombrie 1972), Flacăra (octombrie 1972), Vitan (octombrie 1972), Dacia (octombrie–noiembrie 1972), Lira și Ferentari (noiembrie 1972), Volga (noiembrie 1972), Bucegi (noiembrie 1972), Arta (noiembrie–decembrie 1972), Progresul (decembrie 1972), Cotroceni (decembrie 1972), Viitorul (decembrie 1972), Pacea (ianuarie 1973) ș.a., dar și în unele cinematografe din alte orașe (de exemplu, la Giurgiu, Constanța, Pitești, Buzău, Slobozia, Târgoviște, Călărași, Focșani, Slatina, Botoșani, Caracal, Câmpulung Muscel, Suceava, Râmnicu Sărat, Iași, Sibiu, Sfântu Gheorghe, Bacău, Mangalia, Piatra Neamț, Craiova, Curtea de Argeș, Cluj, Vaslui, Baia Mare, Târgu Mureș, Bârlad, Vatra Dornei, Reșița, Oradea, Timișoara, Galați, Roman, Zalău, Miercurea Ciuc, Rădăuți, Dorohoi, Caransebeș, Mediaș, Calafat, Fălticeni, Lugoj, Târgu Neamț,Odorheiu Secuiesc, Alba Iulia, Sighișoara, Sighetu Marmației, Sebeș, Gura Humorului, Salonta, Câmpulung Moldovenesc, Tecuci, Târgu Secuiesc, Reghin, Blaj, Aiud, Covasna, Pașcani, Brașov și Carei), inclusiv până în iulie 1988. Filmul a intrat, de asemenea, în rețeaua cinematografică a Armatei Române în primul semestru al anului 1973.
Alte difuzări ale acestui film în România au avut loc, de asemenea, cu ocazia evenimentelor denumite „Zilele filmului din R.P.D. Coreeană”, care s-au desfășurat în perioada 7–13 septembrie 1973, cu prilejul aniversării a 25 de ani de la înființarea R.P.D. Coreene, la București și în mai multe orașe din țară (precum Craiova și Drobeta-Turnu Severin), în perioada 9–14 septembrie 1974 la Casa Filmului din București și apoi în perioada 2–7 septembrie 1983 la Cinematograful „Studio” din București (continuată în perioada 8–13 septembrie la Baia Mare), cu prilejul aniversării a 35 de ani de la înființarea R.P.D. Coreene, și a evenimentului „Săptămîna filmului din R.P.D. Coreeană”, care a avut loc în perioada 6–17 septembrie 1978, cu prilejul aniversării a 30 de ani de la înființarea R.P.D. Coreene, la București, Craiova, Târgu Jiu și Deva. Aceste evenimente au atras un interes sporit al publicului și criticilor și au demonstrat preocuparea cineaștilor nord-coreeni pentru filmul politic și pentru evocarea propagandistică a Revoluției Comuniste. Programele acestor evenimente au inclus vizionarea mai multor filme artistice nord-coreene precum Agentul X-26 în acțiune, Aripi puternice, Drumul spre satul natal, Fata care vinde flori, Fata de pe muntele de diamant, Fiul mecanicului de locomotivă, Freamătul pădurii, Linia de înaltă tensiune, M-ați confundat, Ochi ageri, Omul pe care nu trebuie să-l uităm, Raportul agentului 36, Soarta Aurei și Argentinei, Soarta unui combatant din corpul de autoapărare și Țăranul erou și a documentarelor Sub steagul Partidului Muncii din R.P.D. Coreeană și Phenian, precum și discursuri ale unor cineaști români și nord-coreeni care s-au referit, potrivit presei românești, la „succesele obținute de poporul coreean în edificarea noii orînduiri sociale”, la „principalele realizări din domeniul cinematografiei” și la „preocupările cineaștilor din cele două țări”. Fata care vinde flori a fost difuzat în premieră de Televiziunea Română în ziua de vineri 6 decembrie 1974 (pe programul II), apoi redifuzat pe programul I în ziua de miercuri 11 decembrie 1974 și în ziua de sâmbătă 6 septembrie 1986.

### Semnificație culturală

#### Coreea de Nord
Potrivit lui Paul Fischer, autorul cărții A Kim Jong-Il Production, „este aproape imposibil să exagerezi” importanța filmului Fata care vinde flori în istoria culturală a Coreei de Nord. Filmul a fost extrem de popular atât pe plan intern, cât și în străinătate, în special în China. A fost primul film nord-coreean care a câștigat un premiu internațional de film, medalia juriului la cea de-a 18-a ediție a Festivalului Internațional de Film de la Karlovy Vary din 1972, și a rămas singurul până în anii 1980, când Floarea de campanulă a obținut marele premiu „Torța de aur” la primul Festival al filmului din țările nealiniate și alte țări în curs de dezvoltare, desfășurat în perioada 1–13 septembrie 1987 la Phenian.
Kotpun, „fata care vinde flori”, a devenit un simbol al eroului național anonim, omagiat de autoritățile politice nord-coreene, și a fost reprezentată pe bancnota de 1 won nord-coreean. Succesul filmului a transformat-o pe actrița Hong Yong-hui într-o vedetă a filmului nord-coreean și l-a ajutat pe regizorul Choe Ik-gyu să devină un consilier apropiat al lui Kim Jong-il. Pe 30 aprilie 1974, Republica Populară Democrată Coreeană a emis patru timbre poștale cu scene din opera revoluționară Fata care vinde flori și o coliță, în care apare personajul „Fata care vinde flori” înconjurată de flori. Până în anul 2008 opera a fost reprezentată de peste 1.400 de ori în Coreea de Nord și în mai mult de 40 de țări, în mare parte în state din Blocul răsăritean, dar și în țări capitaliste precum Franța, Italia, Germania, Algeria și Japonia.
Fata care vinde flori a devenit cel mai cunoscut film nord-coreean în exteriorul țării, iar un ansamblu statuar aflat la intrarea Studioului Coreean de Film de Artă îl înfățișează pe Kim Ir-sen, alături de actori din distribuția filmului și de unii membri ai echipei de filmare.

#### China
Opera și adaptarea ei cinematografică au fost amândouă bine primite în Republica Populară Chineză atunci când au fost reprezentate acolo începând din 9 septembrie 1972 (filmul) și mai 1973 (opera), cu preponderență în perioada de sfârșit a Revoluției Culturale și începutul epocii administrației lui Deng Xiaoping, iar producția artistică a fost cunoscută sub numele de Fata care vinde flori (în chineză: 卖花姑娘; pinyin: Màihuā Gūniang). O serie de turnee teatrale au fost organizate în China în anii 1973, 1998, 2002 și 2008. Turneul efectuat în mai 1973 de Trupa de Artă Mansudae din Coreea de Nord în China a durat peste 40 de zile și a inclus reprezentații în orașele Beijing, Nanjing, Shanghai, Shenyang și alte orașe, atrăgând un număr mare de spectatori, printre care prim-ministrul Ciu Enlai, președintele Comitetului Permanent⁠ al Adunării Naționale Populare⁠, Zhu De, vicepreședintele Dong Biwu și viceprim-ministrul Deng Xiaoping, care au avut întâlniri cu regizorii și actorii principali ai trupei. În 2009 premierul chinez Wen Jiabao a fost întâmpinat de actrița Hong Yong-hui în timpul vizitei sale în Coreea de Nord.
Întrucât a fost proiectat în cinematografele chinezești în perioada Revoluției Culturale, Fata care vinde flori a devenit foarte popular în rândul publicului chinez nu numai datorită tematicii inspirate de revoluția proletară, calităților artistice și melodiilor fermecătoare, ci și ca urmare a identificării spectatorilor cu coreenii care au dus o viață grea în anii 1930 sub ocupația colonialiștilor japonezi (epocă în care a avut loc Invazia japoneză în Manciuria și înființarea statului marionetă Manciukuo), până în punctul în care cinematografele au organizat un program de vizionare de 24 de ore din cauza vânzărilor mari de bilete. Adaptarea cinematografică a operei în China a fost dublată de Studioul cinematografic din Changchun, pe baza traducerii lui He Mingyan⁠(zh)[traduceți], care efectuase anterior în 1958 traducerea adaptării cinematografice nord-coreene a poveștii Chunhyangjeon. Întregul proces de traducere al filmului Fata care vinde flori a durat doar șapte zile. Deși dialogul a fost dublat în chineza mandarină, versurile melodiei au rămas în coreeană.

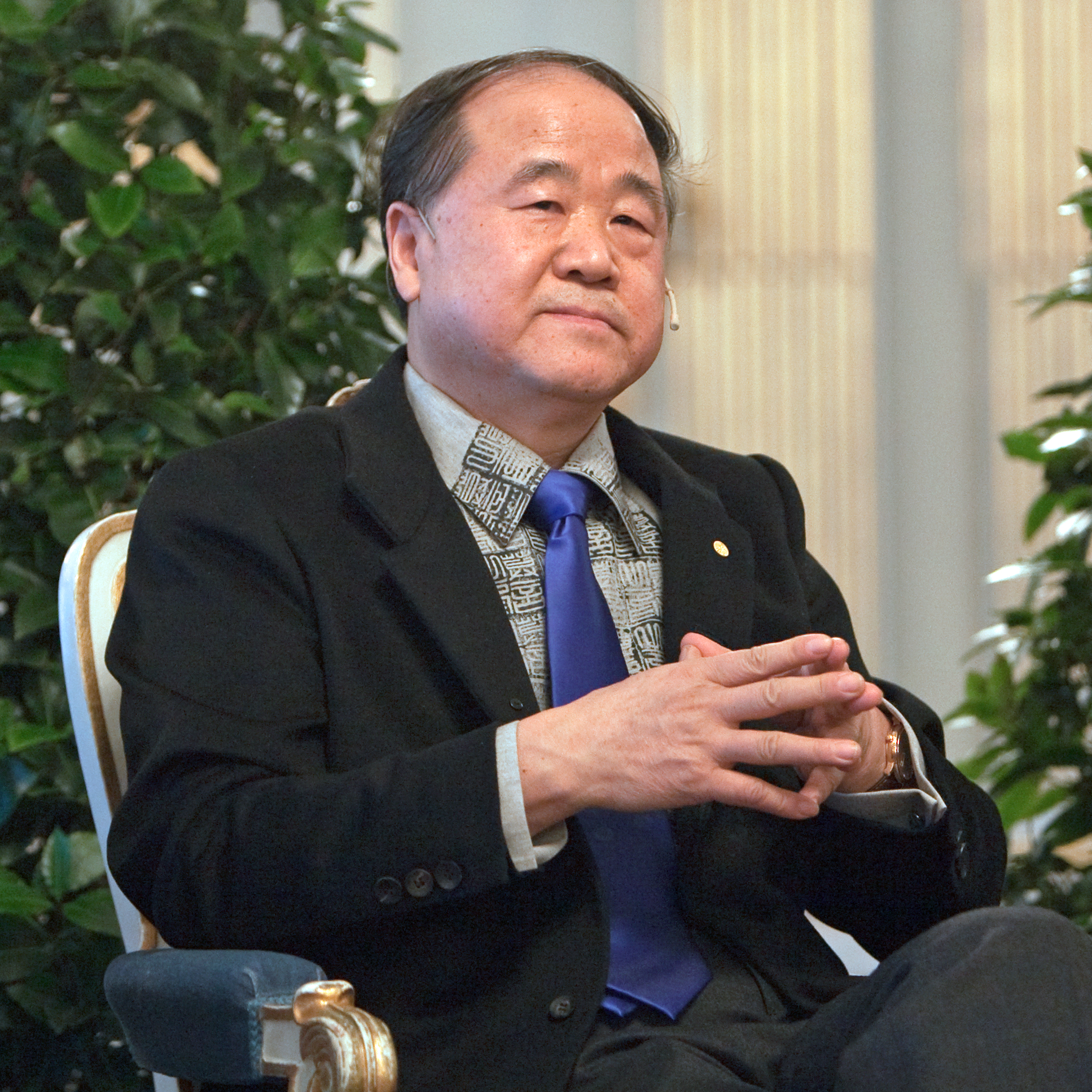
Scriitorul chinez Mo Yan în 2012

Scriitorul chinez Mo Yan (n. 1955), laureat al Premiului Nobel pentru Literatură în 2012, a vizionat acest film în 1973, la vârsta de 18 ani, și a scris în anul 2005 un scurt articol memorialistic pentru ziarul francez Le Monde, în care a descris vizionarea filmului ca „un eveniment pe care nu l-am uitat niciodată și care rămâne legat de viața politică și socială de astăzi”. Povestea „uimitoare și revelatoare” a lui Mo Yan a fost relatată ulterior în revista americană The New Yorker: viitorul scriitor locuia în acea vreme într-un sat, lucra într-o fermă colectivă și a auzit de acest film de la o săteancă tânără care l-a văzut în orașul Qingdao și a povestit că filmul „i-a făcut pe spectatori să plângă” și că „un soldat care nu vărsase nicio lacrimă din cauza morții tatălui și a mamei sale a plâns atât de tare încât a leșinat și a trebuit să fie scos cu ambulanța”. Localnicii au fost „destul de neîncrezători” că povestirea sătencei era adevărată, iar, în urma unor împrejurări favorabile, viitorul scriitor a reușit, împreună cu doi prieteni, să vizioneze filmul și a plâns, „la fel ca întregul public”. Revăzând filmul mai târziu, în perioada în care își scria memoriile, Mo Yan l-a considerat atunci „stereotipic, schematic și simplist” și a susținut că efectul său atât de puternic s-a datorat faptului că spectatorii chinezi „își pierduseră nu doar libertatea individuală, ci și libertatea emoțională” în timpul Revoluției Culturale, în care au fost nevoiți să vizioneze filme chinezești cu un puternic conținut ideologic și complet lipsite de emoție.
| “ | Filmul umpluse golul sentimental al chinezilor și trezise în ei dorința de a trăi sentimente normale. Nu plângeam pentru destinul tragic al unei tinere fete care vindea flori, ci mai degrabă pentru noi înșine și pentru țara noastră. Proiecția acestui film în China a fost un eveniment politic considerabil. Era semnul eșecului total al Marii Revoluții Culturale pe care o declanșase Mao Zedong. Lacrimile spălaseră ochii oamenilor și le permiseseră să tragă lecții din această tragedie, iar ei începuseră să spere la o viață normală. (Mo Yan) | ” |

Fata care vinde flori ocupă un loc important în nuvela semiautobiografică „Balzac și Micuța Croitoreasă chineză” (2000) a scriitorului francez de origine chineză Dai Sijie. În nuvelă și în ecranizarea ei, un conducător al satului trimite doi tineri să vadă filmul Fata care vinde flori și să povestească subiectul restului sătenilor. Tinerii înfrumusețează povestea cu detalii din romanele europene interzise pe care le citiseră mai demult și își captivează publicul.

#### România
Difuzarea filmului Fata care vinde flori pe ecranele cinematografelor românești a reprezentat „o adevărată surpriză” pentru publicul cinefilm autohton, care luase contact până atunci doar cu producții nord-coreene cu o tematică războinică. Dramatismul intens și melodramatic al destinului personajului principal i-a impresionat până la lacrimi pe spectatori, provocând comparații cu filmul indian O floare și doi grădinari (1969). Cu toate acestea, după opinia criticilor, filmul coreean se deosebește de melodrama indiană sus-menționată prin naturalețea poveștii, prin candoarea personajului principal, prin complexitatea ideilor și emoțiilor și mai ales prin mesajul său politic, ceea ce face ca aspectul său general să nu fie unul „deprimant și apăsător”, ci plin se speranță într-un viitor luminos.
În ciuda faptului că o parte a presei românești l-a considerat „foarte slab” și a susținut că este destinat spectatorilor obișnuiți, fără cultură cinematografică, filmul nord-coreean a avut un mare succes în rândul publicului român, amator de melodrame, care a umplut sălile cinematografelor urbane și rurale, și a obținut încasări record în anul 1973, stârnind în același timp nemulțumirea unor jurnaliști și a unor spectatori mai pretențioși, dornici să vizioneze spectacole „mai consistente și mai variate”. Un sondaj efectuat în anul 1974 de revista Transilvania în rândul tineretului industrial care vizionase filme în ultima lună a evidențiat că Fata care vinde flori era filmul preferat de 30% dintre tineri, fiind mai popular în rândul muncitorilor (53%) decât al celorlalte categorii profesionale (31%) și în rândul femeilor (59%) decât în rândul bărbaților (32%).
Amintirea emoțiilor provocate în timpul vizionării acestui film s-a păstrat mult timp în rândul publicului român, care a ajuns chiar să creadă că, din cauza subiectului lacrimogen, Fata care vinde flori era un film indian. Unii cântăreți de muzică lăutărească ca Gabi Luncă sau Nelu Vlad (solistul formației Azur) au compus și cântat piese muzicale intitulate „Fata care vinde flori”.

#### Coreea de Sud
Proiectarea filmului în Coreea de Sud a fost interzisă pentru o lungă perioadă, deoarece a fost considerat propagandă comunistă și un simbol al favorizării inamicului, potrivit Legii cinematografiei din anul 1970, care conținea prevederi privind interdicția filmelor care erau susceptibile de a submina ideologia sau direcția politică a statului. Poliția a fost adesea mobilizată atunci când studenții de la universitățile sud-coreene au fost găsiți urmărind filmul în campus, iar studenții au fost adesea acuzați că manifestă simpatie față de regimul comunist din Coreea de Nord. Un student sud-coreean care a vizionat acest film în perioada studiilor în Germania a fost acuzat de încălcare a legilor privind securitatea națională din țara sa de origine. Această atitudine față de film a continuat chiar până în anii 1990, când reglementările juridice dus-coreene au fost democratizate în urma înlăturării regimului militar. În cele din urmă, Curtea Supremă de Justiție a Coreei de Sud a decis în anul 1998 că Fata care vinde flori și alte șase filme din Coreea de Nord nu favorizau inamicul și nu încălcau legile privind securitatea națională.
Cu toate acestea, în mai 2007, proprietarul unei librării de cărți second-hand, Kim Myeong-soo (în coreeană 김명수), a fost arestat pentru vânzarea de copii ale unor opere nord-coreene, precum Fata care vinde flori și Marea de sânge. El a fost acuzat în temeiul articolului 7, paragraful 5 din Legea securității naționale, care îi pedepsește pe cei care „dețin sau dobândesc” și „produc, transportă sau distribuie” materiale subversive. După un proces îndelungat, în care Kim a trebuit să se prezinte în instanță de peste 50 de ori, el a fost în cele din urmă achitat la 30 martie 2011. Această lege a stârnit controverse semnificative în Coreea de Sud, fiind contestată de Curtea Constituțională în opt ocazii diferite începând din 1991, dar rămânând în vigoare de fiecare dată.

### Aprecieri critice
Criticul de film Anthony Kao, redactorul șef al revistei americane online Cinema Escapist, a evidențiat că filmul Fata care vinde flori urmează formula operelor revoluționare, inițiată și perfecționată de activiștii culturali chinezi: asuprirea unor țărani săraci de moșierii răi, suferirea în continuare a unor necazuri suplimentare și intervenția unui cunoscut pierdut de mult și alăturat între timp Armatei Revoluționare pentru a salva situația, și se aseamănă într-o mare măsură cu filmul chinezesc Fata cu părul alb (1951), care era la rândul său o adaptare a unei opere revoluționare. Operele revoluționare chinezești și nord-coreene au în comun modul sentimentalist de exprimare a suferinței și lipsei de orizont. Filmul Fata care vinde flori se remarcă, în plus, printr-o evoluție relativ inegală a acțiunii, printr-un anumit grad de suspans, prin conturarea unor personaje atașante și, spre deosebire de alte filme nord-coreene, printr-o propagandă mult mai subtilă, ca urmare a faptului că numele liderului comunist Kim Ir-sen nu este menționat deloc. Esența acestui film îl constituie revoluția proletară, care devine evidentă abia în ultimele cinci minute ale filmului, când are loc o revoltă a sătenilor și este rostit un monolog cu privire la necesitatea eliberării Coreei de sub asuprirea moșierilor capitaliști și a imperialiștilor japonezi. Succesul internațional al filmului (cel puțin în cadrul Blocului Răsăritean) se explică, potrivit lui Anthony Kao, prin mesajul său universal de eliberare socială, prin empatia publicului pentru protagoniștii aflați în suferință și prin numeroasele cântece melodioase, care-l aseamănă într-o oarecare măsură cu Sunetul muzicii. Opinia criticului este că „din punct de vedere al calității interpretărilor, intrigii și imaginilor, [...] Fata care vinde flori nu este extraordinar de excepțional, dar rămâne totuși lăudabil. Per ansamblu, jocul actorilor pare relativ natural și neforțat; intriga filmului, deși nu este deosebit de originală, conține suficientă dramă pentru a atinge coardele sensibile ale publicului.”.
Presa contemporană românească a consemnat că Fata care vinde flori reprezintă „o impresionantă pagină din epopeea poporului coreean” care s-a confruntat în perioada interbelică atât cu ocupația japoneză, cât și cu exploatarea socială, iar criticul Călin Căliman a descris acest film ca „o poveste întunecată de norii unor aspre suferințe, rostită pe tonul unui cîntec de durere”. Jurnaliștii români au susținut în mod propagandistic că povestea dramatică a familiei lui Kotpun „constituie de fapt un etalon al suferințelor generalizate la scara maselor largi populare, supuse pe atunci aceluiași sistem de nedreptate și aceleiași brutalități” și că revolta activă a fraților Kotpun și Chol Ryong prefigurează simbolic ridicarea la luptă a poporului coreean pentru obținerea libertății sociale și naționale, evidențiind în acest scop, conform liniile directoare ale propagandei comuniste, „finalul tonic, optimist” al poveștii, care a fost pus în legătură cu „triumful luptelor revoluționare pentru libertate și progres”.
Interesat mai puțin de aspectul propagandistic al filmului și mai mult de calitățile sale artistice, criticul ziarului Informația Bucureștiului îl descria ca o melodramă, susținea că „filmul păstrează structura reprezentației teatrale ce i-a stat la bază: acțiunea simplă, în genere previzibilă, dezvoltată în ritm lent de melopee; pasajele cîntate, revenind pe parcurs nu numai ca laitmotiv poetic dar și ca mijloc de condensare a tramei în mici rezumate”, consemna teatralismul interpretării unor actori (îndeosebi al actorilor care joacă rolurile unor „personaje detestabile”, care au simțit, din acest motiv, nevoia să se desolidarizeze de acțiunile imorale ale acestora) și elogia imaginea „foarte cinematografică, fluentă și adesea, chiar subtilă [...], cu tablouri de natură lucrate parcă în tuș, cu supraimpresiuni delicate și uneori cu fine sugestii ce fac inutil cuvîntul”. Într-o cronică publicată în revista Cinema, criticul Călin Căliman mărturisea impresionat că filmul nord-coreean este o ecranizare „cu virtuți poematice”, care începe cu „un cîntec de o frumusețe tristă, copleșitor, ca un strigăt reținut de durere”, evidenția semnificația simbolică a unor momente dramatice (vânzarea florilor este, în opinia criticului, o „metaforă a speranței și a încrederii în adevăr”, iar deznodământul profilează crearea unei societăți noi și transmite speranță în viitor) și consemna că imaginile pline de culoare sunt „de mare frumusețe umană și cinematografică”. O lună mai târziu, Căliman menționa într-un alt articol că filmul nord-coreean are „reale virtuți cinematografice, îndeosebi imagistice” și că „deopotrivă dramatic și melodramatic, destinul eroinei principale [...] este desfășurat în secvențe adesea emoționante, cu o acțiune densă, punctate de acordurile unor melodii frumoase și triste”. O opinie chiar mai entuziastă a avut-o jurnalistul Al. Racoviceanu, care scria într-o recenzie publicată în ziarul Scînteia că „cineaștii nord-coreeni dovedesc cu această operă deplina lor maturitate creatoare în abordarea dramei cinematografice”, creând „un film reprezentativ, un «film carte de vizită» pentru o cinematografie”, cu o poveste simplă, emoționantă și lipsită de teatralitate. Racoviceanu susținea că filmul impresionează „prin sinceritate, prin felul autentic în care înfățișează suferința umană”, prin cântecele sugestive aflate totdeauna în acord cu sentimentele eroinei principale, prin interpretările de bună calitate, prin imaginea „discretă” și prin regia „care a știut să puncteze cu accente dramatice potrivite această povestire a durerii”.
Cronici ale acestui film au fost publicate, de asemenea, în unele ziare locale din România socialistă. Astfel, criticul ziarului Steagul roșu din Bacău a scris că filmul nord-coreean „se înscrie pe linia acelor creații în care ideea tematică și simbolul determină puternica implicație de natură umanitară, socială” și a evidențiat simplitatea și veridicitatea acțiunii, mesajul profund umanitar și interpretările expresive și viguroase ale actorilor Hong Yong-hui, Pak Hwa-son și Kim Ryong-rin. Punctul culminant al filmului îl reprezintă, în opinia criticului, „momentul conștientizării maselor”, ce constituie în mod simbolic „idealul luptei seculare pe care poporul coreean a purtat-o împotriva asupritorilor străini și a nedreptății sociale interne”. Cronica jurnalistului P. Necula, publicată în cotidianul Vremea nouă din Vaslui, a descris acest film ca „o impresionantă evocare, în manieră baladescă” a exploatării maselor populare coreene, cu „scene patetice, de un dramatism cutremurător”, imagini expresive, interpretări credibile și o ilustrație muzicală sugestivă. O opinie similară a avut-o publicistul și regizorul Nicolae Cabel, care, într-o cronică publicată în Viața Buzăului, a descris Fata care vinde flori ca „un film-metaforă în măsura în care semnul identității unește pe plan ideatic noțiunea de floare cu aceea de speranță” și a remarcat imaginea realistă, „de un cert simț al cinematografului poetic” și „dramaturgia sobră a culorii”. Recenzia profesorului Virgil Țigănuș din ziarul Viața nouă din Galați a identificat în acest film „rezonanțe din vechile epopei ale Extremului Orient”, care prezintă destinul personajelor în corelație cu mediul natural înconjurător, și a subliniat combinarea artistică „prin mijloace de un mare rafinament” a secvențelor realiste ce descriu mediul rural coreean, supus exploatării și umilințelor și asemănat cu un „infern dantesc”, cu imagini pastelate pline de „sensibilitate poetică și îndrăzneală” (asemănătoare cu desenele și miniaturile coreene) și cu „o muzică a tonurilor calme”.
Enciclopedia cinematografică germană Lexikon des internationalen Films descrie astfel acest film: „Un film care încearcă să demonstreze, pe baza soartei unei fete provenite dintr-o familie săracă, că numai schimbarea socială revoluționară poate elimina exploatarea și sărăcia. Stilul narativ epic cu accente melodramatice puternice este pus în evidență de o mișcare a camerei și un design al culorilor remarcabile”.

## Legături externe
- en  Fata care vinde flori la Internet Movie Database
- ko  Cântecul principal al filmului, interpretat de Orchestra de muzică electronică Pochonbo pe site-ul Naenara